# 格朗日堡
格朗日堡（法語：Granges-le-Bourg，法語發音：[ɡʁɑ̃ʒ lə buʁ]）是法国上索恩省的一个市镇，属于吕尔区。

## 地理
格朗日堡（47°33'54"N, 6°35'9"E）面积10.35 平方千米，位于法国勃艮第-弗朗什-孔泰大區上索恩省，该省份为法国东部内陆省份，北起顺时针与孚日省、贝尔福地区省、杜省、汝拉省、科多尔省和上马恩省接壤。
与格朗日堡接壤的市镇（或旧市镇、城区）包括：费蒙、格朗日城、索尔诺。

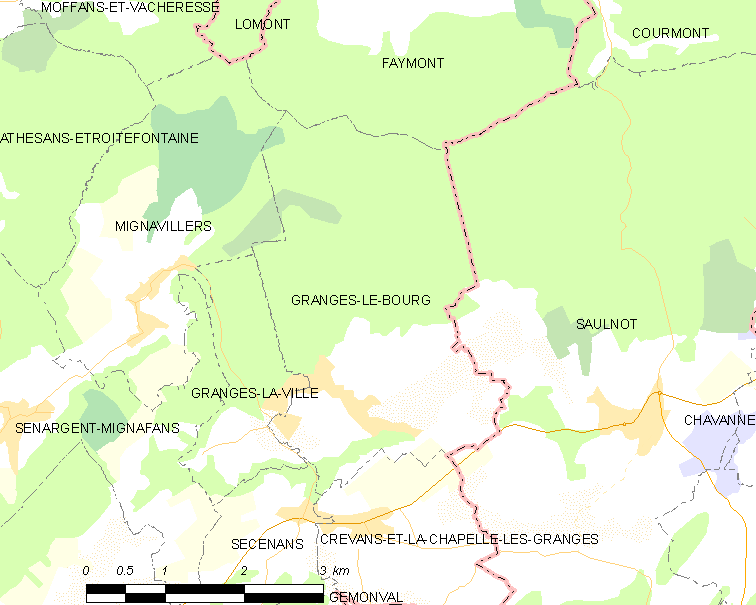
格朗日堡的OSM定位图

格朗日堡的时区为UTC+01:00、UTC+02:00（夏令时）。

## 行政
格朗日堡的邮政编码为70400，INSEE市镇编码为70277。

## 政治
格朗日堡所属的省级选区为维莱塞克塞勒县。

## 人口

1962-2008年间格朗日堡人口变化图示

格朗日堡于2022年1月1日时的人口数量为381人。